# Renta máxima

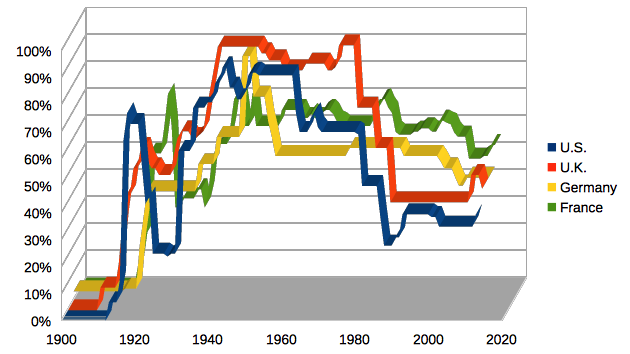
Evolución del tipo marginal superior del impuesto sobre la renta en Francia, Alemania, Reino Unido y Estados Unidos

La Renta Máxima, en ocasiones asimilable al salario máximo o retribución máxima, se define como la cantidad de riqueza máxima sobre la que se aplica una tasa marginal impositiva del 100%. La cantidad vendrá determinada en cada país por la legislación tributaria sobre la que se aplica el impuesto progresivo máximo teórico del 100%.
Los defensores de la Renta Máxima quieren impedir la gran concentración de fortunas y su poder derivado de ellas que altera la igualdad legal y generaliza la corrupción de la democracia.
Otros significados de renta máxima pueden referirse a límites para acceder a determinadas ayudas (por ejemplo el desempleo) o pagos de la Seguridad Social del Estado (por ejemplo pensiones). También puede referirse al salario máximo establecido en una institución pública o empresa privada.
Se diferencia del salario máximo en que éste supone una limitación a la retribución por un trabajo determinado y la renta máxima se refiere a la cantidad máxima de todas las rentas que se puede percibir y por encima de la cual y una vez aplicado el tipo de gravamen cuando la tasa marginal impositiva es del 100% se limita su crecimiento.

## Renta máxima y tasa marginal en Estados Unidos
En Estados Unidos después de la Segunda Guerra Mundial la tasa marginal alcanzó el 94%, manteniendo en el 91% hasta los años 1960; en los años 1970 y 1980 estuvo cerca del 70% hasta la llegada de Reagan que bajó hasta el 28%; aunque luego subió y se ha mantenido cerca del 40%.

### Franklin D. Roosevelt - 1942
Históricamente la propuesta de una renta máxima con una tasa marginal del 100% fue la del presidente de EE. UU. Franklin Delano Roosevelt, quien declaró en el congreso el 27 de abril de 1942 el límite máximo de ingresos en 25.000 dólares al año -actualmente se correspondería con un millón de dólares aproximadamente-:
en inglés

"Discrepancies between low personal incomes and very high personal incomes should be lessened; and I therefore believe that in time of this grave national danger, when all excess income should go to win the war, no American citizen ought to have a net income, after he has paid his taxes, of more than $25,000 a year."

en español

"Las discrepancias entre las rentas personales bajas y las rentas personales muy altas deben disminuir; y por lo tanto creo que en tiempos de este grave peligro nacional, cuando todo el exceso de ingresos debe ir a ganar la guerra, ningún ciudadano americano debería tener una renta neta, después de haber pagado sus impuestos, de más de 25.000 dólares al año".

 ·
La propuesta de Franklin D. Roosevelt suponía una tasa impositiva del 100% por encima de 25.000 dólares (25.000 dólares de 1942 se corresponderían con 1 millón de dólares de 2022). El congreso no aprobó el 100% pero si el 94% y desde una cantidad más elevada que la defendida por Roosevelt.

### Alexandria Ocasio-Cortez - 2019
En 2019, la congresista Alexandria Ocasio-Cortez propuso una tasa impositiva marginal del 70% para las personas con mayores ingresos de Estados Unidos antes del Foro Económico Mundial que fue mal recibida pero que tuvo bastante apoyo público.

### Joe Biden - 2021/2022
En 2021 el presidente de Estados Unidos Joe Biden propuso un aumentó los impuestos a los ricos para financiar el cuidado de los niños y la educación en el marco de una estrategia bautizada como 'The American Family Plan'. Dicho plan se compensaría con la casi duplicación del impuesto sobre las ganancias de capital para las personas que ganen más de un millón de dólares al año, mientras que el tipo marginal máximo del impuesto sobre la renta se elevaría del 37% al 39,6%.

#### Impuesto sobre la renta mínima a millonarios
En 2022  Joe Biden declaró que propondrá el denominado "impuesto sobre la renta mínima para multimillonarios" que se establecería para rentas anuales superiores a 100 millones de dólares con un impuesto mínimo del 20% y que podría afectar a los 700 estadounidenses más ricos.

## Renta máxima y democracia republicana

### Daniel Raventós
El economista español Daniel Raventós defiende la renta máxima como imprescindible para una verdadera democracia real que denomina 'republicana'. Considera que la libertad no es posible cuando la existencia material de la inmensa mayoría de la población está sujeta al arbitrio, de forma efectiva o potencial, de las grandes fortunas y es el republicanismo democrático el que históricamente ha defendido dicha libertad real y que sin una existencia material garantizada socialmente, no puede disfrutarse de libertad (de ahí la propuesta de la renta básica, una asignación monetaria incondicional y universal), y que la posibilidad legal de grandes fortunas privadas es incompatible con una vida democrática (de ahí la propuesta de la renta máxima). Considera que las grandes riquezas tienen un poder extremo, lo que es incompatible con la democracia cuestión que ya expresó en los años 1940 el juez del Tribunal Supremo de EE. UU. Louis Brandeis: debemos elegir, o democracia o grandes fortunas en pocas manos.
Raventós propone, siguiendo a F.D. Roosevelt, y para evitar la gran concentración de fortunas, su excesivo poder y la corrupción de la democracia la Renta Máxima que define como el establecimiento, a partir de una determinada cantidad de riqueza, de una tasa marginal impositiva del 100%. El establecimiento de la Renta Máxima es una herramienta clave para la mitigación de la desigualdad que debe acompañarse de una Renta Básica que haga posible una vida republicanamente libre.

### Lucas Chancel
El economista francés Lucas Chancel, investigador sobre la desigualdad económica en el mundo, declaró: "La desigualdad y su reducción no es una cuestión de limitaciones económicas, sino que es una elección política sobre el tipo de sociedad en el que queremos vivir".

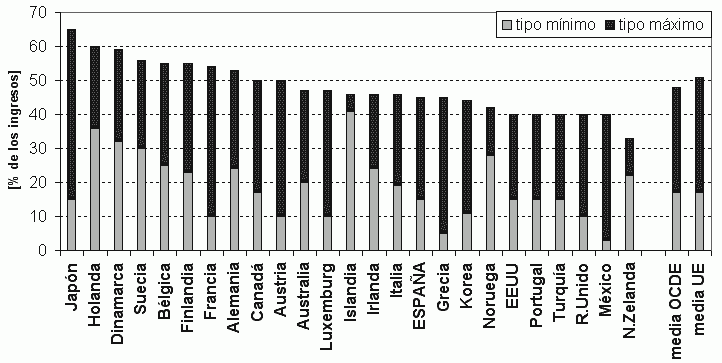
Tipos impositivos máximos y mínimos en los países de la OCDE, 2005.

## Tasa marginal en países de Europa
Los impuestos sobre la renta de las personas físicas de la mayoría de los países tienen una estructura progresiva, por lo que el tipo impositivo aumenta a medida que ganan salarios y las rentas son más altos. 
El tipo impositivo más alto que pagan las personas físicas es significativamente diferente entre los países europeos de la OCDE, como se muestra en la tabla siguiente.
Tasas marginales en países de Europa en 2019
| País        | Tasa marginal |
| ----------- | ------------- |
| Eslovenia   | 61,1          |
| Suecia      | 60,2          |
| Dinamarca   | 55,6          |
| Francia     | 55,6          |
| Holanda     | 54,4          |
| Italia      | 52,8          |
| Alemania    | 47,5          |
| Reino Unido | 47,0          |
| Turquía     | 45,5          |
| España      | 43,5          |
| Polonia     | 39,9          |
| Hungría     | 33,5          |

El tipo máximo del impuesto o tipo marginal sobre la renta de las personas físicas se aplica a la parte de la renta que entra en el tramo impositivo más alto. Así, por ejemplo, si un país tiene varios tramos impositivos, y el tipo marginal máximo del impuesto sobre la renta es del 50 por ciento y tiene un umbral de 300.000 mil euros anuales, cada euro adicional de ingresos por encima de 300.000 mil euros anuales se gravaría al 50 por ciento. 
Hay que advertir que la aplicación de los tipos marginal máximos puede tener reducciones anteriores a la bases imponibles finales dependiendo de la situación familiar, personas a cargos, etcétera.

## Salario máximo
El salario máximo o sueldo máximo, es la retribución máxima legal que puede recibir un trabajador por cuenta ajena o, en su caso, un representante político, un miembro de un gobierno, un inversor, un directivo o ejecutivo empresarial, un financiero e incluso un empresario.
En algunas legislaciones se establece un límite o tope salarial para cotizar en los sistemas públicos de seguridad social (desempleo, pensiones). En los últimos años, con la aparición de la Crisis financiera de 2008 y la posterior Gran Recesión y ante la aparición de un alto desempleo han surgido reivindicaciones de un límite salarial o salario máximo o retribución máxima que realizan economistas, sindicatos, partidos políticos e incluso desde proyectos económicos como la economía del bien común.